# Pseudoedaspis biseta
Pseudoedaspis biseta är en tvåvingeart som beskrevs av Friedrich Georg Hendel 1914. Pseudoedaspis biseta ingår i släktet Pseudoedaspis och familjen borrflugor. Inga underarter finns listade i Catalogue of Life.